# Wakacje z aniołem
Wakacje z aniołem (cz. Dovolená s Andělem) – czechosłowacki film komediowy z 1953 w reżyserii Bořivoja Zemana. 

## Obsada
- Jaroslav Marvan jako Gustav Anděl, kontroler biletów
- Josef Pehr jako Václav Mašek, złota rączka
- Josef Kemr jako Bohouš Vyhlídka, stolarz-modelarz
- Vladimír Ráž jako Karel Pavlát, konstruktor
- Jana Dítětová jako Milada Pavlátová, spawaczka
- František Dibarbora jako Štefan Palko, górnik
- Vladimír Řepa jako Vojtěch Herzán
- Alena Vránová jako Marie Dobesová, nauczycielka
- Růžena Šlemrová jako Pichlová
- Josef Hlinomaz jako Jeřábek
- Anna Kadeřábková jako Řeháková
- Alois Dvorský jako listonosz

## Źródła
- Wakacje z aniołem w bazie IMDb (ang.)
- Wakacje z aniołem w bazie Filmweb
- Dovolená s Andělem w bazie Kinobox.cz (cz.)
- Dovolená s Andělem. w bazie ČSFD.cz. (cz.).
- Dovolená s Andělem. w bazie FDb.cz. (cz.).